# Galovanské háje
Galovanské háje  jsou geomorfologickou částí Liptovské kotliny. Zabírají území na jih od Liptovské Mary, jihozápadně od Liptovského Mikuláše. 

## Vymezení
Území se nachází v západní polovině podtatranské kotliny, stejně tak v západní části podcelku Liptovská kotlina. Severní okraj kopíruje břeh Liptovské Mary a částečně i vyrovnávací nádrže Bešeňová a nacházejí se zde obce Galovany, Gôtovany, Malatíny a okrajově i Vlachy.  Severní hranici vymezují Liptovské nivy, západním, jižním i východním směrem navazuje Lubelská pahorkatina, obě geomorfologické části Liptovské kotliny. 
Z Nízkých Tater teče Galovanskými háji do Liptovské Mary resp. Váhu několik vodních toků, mezi nimi Malatínka, Kľačianka, Dúbravka a Palúdžanka. Jižním okrajem vede silnice I/18 (Ružomberok - Liptovský Mikuláš), severním přechází v trase dálnice D1 Evropská silnice E50 (Žilina - Košice). V její blízkosti je trasa železniční trati Žilina - Košice, která je významným spojením východu a západu Slovenska. 

## Ochrana území
Jižní částí Galovanských hájů vede ochranné pásmo Národního parku Nízké Tatry, které zabírá zejména východní část tohoto území. Maloplošné, zvláště chráněné lokality se v této části Liptovské kotliny nevyskytují. 

## Turismus
Tato část Liptovské kotliny patří mezi klidnější a méně navštěvované oblasti. Jižní pobřeží vodní nádrže Liptovská Mara je využíváno především milovníky rekreačního rybolovu a v lokalitě Dechtáre je v blízkosti tradiční restaurace malý přístav. Vzhledem na odlehlost území od horských oblastí zde nejsou značené chodníky a jedinou výjimku představuje  červeně značená trasa, vedoucí od železniční zastávky Vlachy přes Archeopark Havránok na zříceninu Liptovského hradu.